# Трейси Деон
Трейси Деон (на английски: Tracy Deonn) е американска писателка на произведения в жанра фентъзи и научна фантастика.

## Биография и творчество
Трейси Деон Уолкър е родена в САЩ в афроамериканско семейство. Израства в Централна Северна Каролина. Като дете тя и майка ѝ са фенове на „Междузвездни войни“, „Стар Трек“, на научна фантастика и фентъзи истории. На 9-годишна възраст пише първия си разказ и майка ѝ го защитава с авторски права. Следва в университета на Северна Каролина в Чапъл Хил, където получава бакалавърска и магистърска степен по комуникационни и изпълнителски изследвания. Майка ѝ умира през 2008 г., скоро след дипломирането ѝ.
След дипломирането си работи за комуникационна компания и преподава на студенти в отдела по комуникации на университета на Северна Каролина.
След смъртта на майка си не пише проза в продължение на 10 години. През 2018 г. е публикувано есето ѝ „Черно момиче, Ставане“, което привлича издадели насърчавайки я да продължи да пише. През 2019 г. участва като съсценарист и продуцент-консултант на документалния сериал на феновете на SyFy Channel от 2019 г. „Търся Лея“. Участва през 2020 г. с разказ в сборника на франчайз поредицата „Междузвездни войни: От друга гледна точка“.
Първият ѝ роман „Легендородни“ от едноименната поредица е издаден през 2020 г. В историята главната героиня Бри Матюс очаква през първата нощ в колежа шумен купон, но попада на бойно поле на демони и магьосници. Това отключва в нея тайнствени сили, както и спомени от нощта, в която майка ѝ умира, които се отличават от полицейския доклад. Тя се съюзява с легендородния Ник, за да открие истината и тайните на Ордена, и трябва да реши на коя страна да застане. Романът става бестселър в списъка на „Ню Йорк Таймс“ и я прави известна. Той получава наградата „Корета Скот Кинг–Джон Стептоу“ за дебютен роман и наградата „Игнайт“ за най-добър роман за юноши през 2021 г. Приет е за екранизация в телевизионен сериал. Втората част, романът „Кръвобелязана“ също става бестселър.
Заедно с писането тя участва в театър на живо, продуциране на видеоигри, лектор е на конференции за научна фантастика и фентъзи, и представя научната фантастика и фентъзи литературата в медиите.

## Произведения

### Поредица „Легендородни“ (Legendborn)
1. Legendborn (2020)[1][2][3]
Легендородни, изд.: „Егмонт България“, София (2022), прев. Милена Илиева
2. Bloodmarked (2022)
Кръвобелязана, изд.: „Егмонт България“, София (2023), прев. Милена Илиева

### Участие в общи серии с други писатели

#### Поредица „Междузвездни войни: От друга гледна точка“ (Star Wars: From a Certain Point of View)
2. From a Certain Point of View: Star Wars: The Empire Strikes Back (2020) – сборник с 40 разказа
В разказа на Трейси Деон героят Люк навлиза в тъмното сърце на пещерата Дагоба, където се сблъсква с ужасяващо видение.

### Разкази
- This Cat and Mouse (2022)

### Екранизации
- 2019 Looking for Leia – тв сериал, 1 епизод
- ?? Legendborn – тв сериал